# Escola Literária de Ocrida
Escola Literária de Ocrida ou Escola Literária de Ohrid foi um dos dois mais importantes centros culturais do Primeiro Império Búlgaro juntamente com a Escola Literária de Preslav (Plisca). Ela foi fundada em Ocrida (Ohrid) (atualmente na República da Macedônia) em 886 por São Clemente de Ocrida por ordem de Bóris I da Bulgária ao mesmo tempo ou pouco depois da fundação da Escola de Preslav. Posteriormente, Clemente foi consagrado bispo de Drembica (Velica) em 893 e a escola foi assumida por Naum de Preslav. 
A Escola Literária de Ácrida utilizou o alfabeto glagolítico da sua fundação até o século XII e o cirílico a partir do século IX.